# Toui tacheté
Touit stictopterus
Espèce
Synonymes
- Touit stictoptera

Statut de conservation UICN

 VU A3c; C2a(i); D1 : Vulnérable
Statut CITES
Le Toui tacheté (Touit stictopterus) est une espèce d'oiseaux appartenant à la famille des Psittacidae.
Il vit dans l'est des Andes, du sud de la Colombie au nord du Pérou.